# Madhouse (песня)
«Madhouse» — единственный сингл из второго студийного альбома Spreading the Disease американской трэш-метал группы Anthrax, вышедшего в 1985 году.

## О песне
Эта песня о человеке, который сходит с ума. Песня написана в быстром темпе, с тяжелыми искаженными гитарными риффами.
В 2009 году песня была названа 46-й лучшей хард-рок песней всех времён по версии VH1
Виниловая версия сингла содержит кавер-версию песни Sex Pistols God Save the Queen.

## Участники записи
- Джоуи Беладонна — вокал
- Дэн Спитц — соло-гитара
- Скотт Иэн — ритм-гитара, бэк-вокал
- Фрэнк Белло — бас-гитара, бэк-вокал
- Чарли Бенанте — ударные

## В массовой культуре
- Композиция звучит в игре Grand Theft Auto: Vice City на радиостанции V-Rock.
- Песня вошла в игру для PlayStation 2 и Xbox 360 «Guitar Hero II»[2]
- Концертная версия этой песни была доступна в качестве загружаемого контента для серии игр Rock Band.

## Кавер-версии песни
- Грув-метал группа Pantera исполняла эту песню вживую в 1986-88 годах.
- Канадская трэш-метал группа Mortillery включила кавер-версию песни в качестве бонус-трека в свой альбом Origin of Extinction 2013 года.